# Paolo Chini

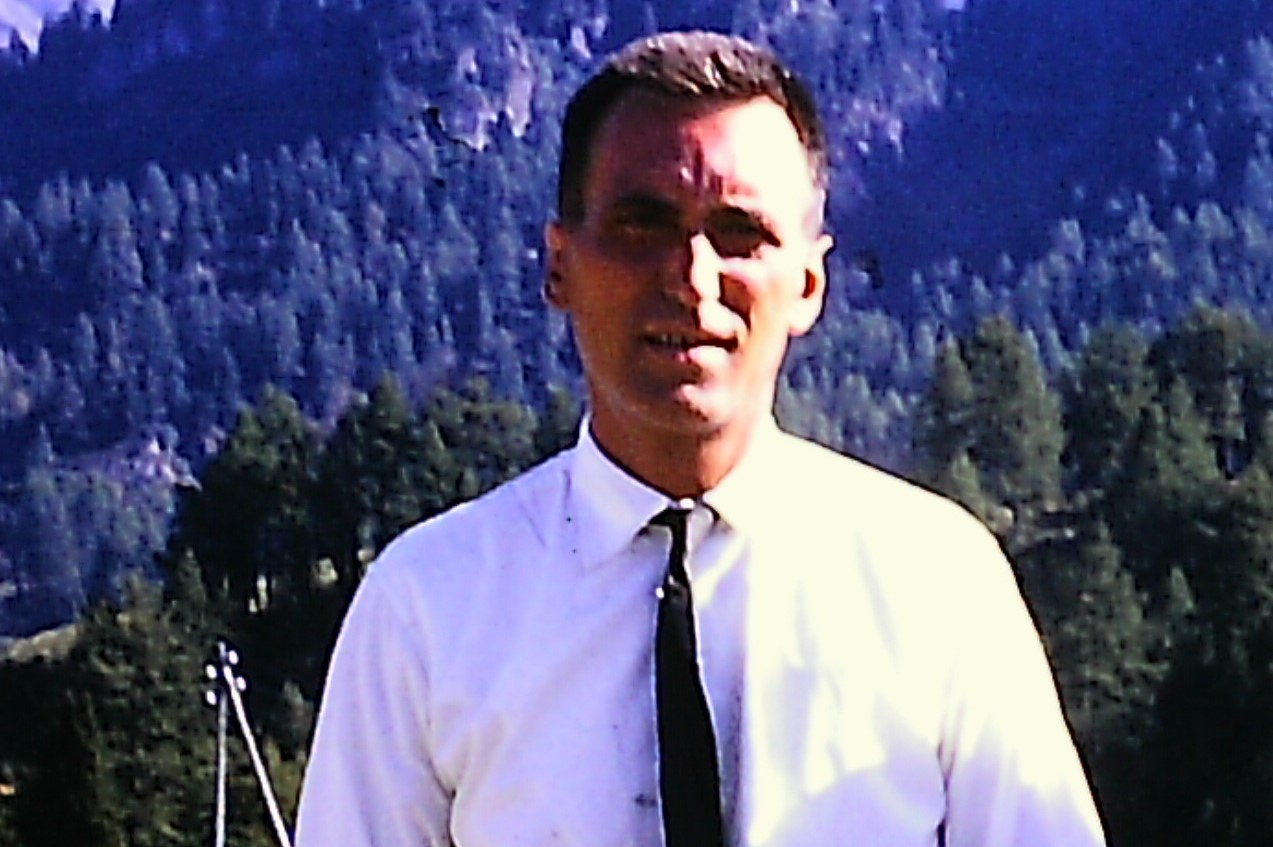
Paolo Chini, International Conference on Coordination Chemistry (ICCC), St Moriz, 1966.

Paolo Chini (* 14. März 1928 in Florenz; † 2. Februar 1980 in Mailand) war ein italienischer Chemiker und Pionier bei der Synthese von Metallcarbonylclustern. Daher wird er auch als „König der Cluster“ bezeichnet.

## Leben und Werk
Er entwickelte und verbesserte quantitative Methoden für die Synthese großer Carbonylcluster, wie beispielsweise den thermischen Abbau und die Redox-Kondensation. Diese Methoden sind auch heute noch die wichtigsten Ansätze für die Synthese von heterometallischen Clustern mit hoher Nuklearität. Die Synthese und Charakterisierung der Platincarbonyldianionen [Pt3n(CO)6n]2- (n = 1-10), auch bekannt als Chini-Cluster oder besser Chini-Longoni-Cluster, wird von der wissenschaftlichen Gemeinschaft als das wichtigste Ergebnis von Chinis Arbeit anerkannt.
Paolo Chini war Assistent des Nobelpreisträgers Giulio Natta, mit dem er aktiv an der Entwicklung des Syntheseverfahrens für Polypropylen-Polymere beteiligt war.
Mit der „Paolo Chini Memorial Lecture“ wird jedes Jahr ein Wissenschaftler ausgezeichnet, der sich in der organometallischen Chemie und in der Katalyse hervorgetan hat. Der Preis wird von der „Chini Foundation“ gesponsert und organisiert, die von der Società Chimica Italiana (Italienische Chemische Gesellschaft) verwaltet wird. 